# Rainer Dörrzapf
Rainer Dörrzapf (* 6. März 1950 in Ludwigshafen am Rhein) ist ein ehemaliger deutscher Gewichtheber und arbeitete bis 2013 als Bundestrainer für Gewichtheben.

## Werdegang
Rainer Dörrzapf begann als Kind auf ärztlichen Rat hin, nach einer überstandenen Kinderlähmung, mit dem Ringen und brachte es hierbei bis zum Pfalzmeister in der Schülerklasse. Nachdem er 1964 beim Ringertraining das Gewichtheben kennengelernt hatte, entschied er sich aber bald für diese Sportart. Er trat dem AC Mutterstadt bei und hob während seiner ganzen Laufbahn immer für diesen Verein. Er erlernte den Beruf des Maschinenschlossers, arbeitete aber später, um mehr Zeit für das Training zu haben, in der Sportabteilung eines Ludwigshafener Kaufhauses, in der er seine zweite Berufsausbildung als Kaufmannsgehilfe 1968 abschloss.  Mit der Mannschaft des AC Mutterstadt wurde er mehrere Male deutscher Mannschaftsmeister. Rainer Dörrzapf kam schon mit 18 Jahren in die deutsche und wenig später auch in die internationale Spitzenklasse der Gewichtheber, aufgrund seiner hervorragenden Leistungen konnte er so schon mit 18 Jahren an den Olympischen Spielen 1968 in Mexico teilnehmen. Als Junior erzielte er vier Weltrekorde im Leicht- bzw. Mittelschwergewicht. Sein größter Erfolg war der Gewinn der Weltmeisterschaft  im Reißen, bei den Olympischen Spielen 1972 in München. Rainer Dörrzapf erlitt häufig Verletzungen, die ihn in der Entfaltung seiner vollen Leistungsstärke hinderten. 1976 beendete er deshalb seine Karriere als aktiver Gewichtheber. Danach absolvierte er eine staatliche Sportlehrerausbildung von 1977 bis 1978  in Trier. Anschließend studierte er an der Trainerakademie Köln und erwarb 1979 das Trainer Diplom. 1981 wurde er Bundestrainer beim Deutschen Gewichtheberverband, arbeitete dort bis 2003 am Bundesleistungszentrum/Leimen. Danach arbeitete er bis Juni 2013 am Olympiastützpunkt Heidelberg als Bundesstützpunkttrainer Nachwuchs.
Im Ruhestand hält er Vorträge über Kraft-/Athletiktraining und ist ehrenamtlich tätig bei seinem Verein dem AC Mutterstadt. Dort betreut er auch seinen Sohn, André Dörrzapf, der bereits Deutscher Jugend- und Juniorenmeister im Gewichtheben ist.

## Internationale Erfolge/Mehrkampf
(OS = Olympische Spiele, WM = Weltmeisterschaft, EM = Europameisterschaft, Ls = Leichtschwergewicht, Ms = Mittelschwergewicht, S = Schwergewicht, bis 110 kg Körpergewicht, Wettkämpfe bis 1972 im olympischen Dreikampf, bestehend aus Drücken, Reißen und Stoßen, ab 1973 im Zweikampf, bestehend aus Reißen und Stoßen)
- 1968, 1. Platz, Donau Cup Junioren in Budapest, Ls mit 420.0 (130.0, 135.0, 155.0);
- 1968, 8. Platz, EM in Leningrad, Ls, mit 427,5 kg, Sieger: Boris Selizki, UdSSR, 472,5 kg, vor Norbert Ozimek, Polen, 470 kg;
- 1968, 11. Platz, OS in Mexiko-Stadt, Ls, mit 435 kg, Sieger: Selitzki, 485 kg, vor Wladimir Beljajew, UdSSR, 485 kg;
- 1970, 1. Platz, Donau Cup Junioren in Lörrach, Ms, mit 470 kg, vor Georgiev, Bulgarien, 427,5 kg;
- 1970, 7. Platz, WM in Columbus/USA, Ms, mit 470 kg, Sieger: Wassili Kolotow, UdSSR, 537,5 kg, vor Phil Grippaldi, USA, 490 kg;
- 1971, unplatziert, EM in Sofia, Ms, drei Fehlversuche im Stoßen;
- 1972, 8. Platz, OS in München, S, mit 522,5 kg, Sieger: Jaan Talts, UdSSR, 580 kg, vor Kraitschew, Bulgarien, 562,5 kg;
- 1974, unplatziert, EM in Verona, Ms, Aufgabe wegen Verletzung

## Medaillen Einzeldisziplinen
- WM-Goldmedaille: 1972, Reißen, S, mit 165 kg
- WM-Silbermedaille, 1970, Reißen, Ms, mit 145 kg

## Deutsche Meisterschaften
- 1966, 1. Platz, Jugend, bis 75 kg Körpergewicht, mit 330 kg;
- 1967, 1. Platz, Jugend, bis 82,5 kg Körpergewicht, mit 385 kg;
- 1968, 1. Platz, Jugend, bis 82,5 kg Körpergewicht, mit 405 kg;
- 1968, 1. Platz, Junioren, Ls, mit 425 kg;
- 1968, 2. Platz, Ls, mit 430 kg, hinter Werner Kucera, Landshut, 430 kg, und vor Bernd Rolser, Braunschweig, 407,5 kg;
- 1969, 1. Platz, Ms, mit 475 kg, vor Willi Müller, Fellbach, 470 kg, und Kauk, Nürnberg, 430 kg;
- 1972, 1. Platz, S, mit 532,5 kg, vor Arthur Haun, Mannheim, 525 kg, und Günter Drobing, Oberhausen, 517,5 kg;
- 1973, 1. Platz, Ms, mit 315 kg, vor Dieter Werner, Mannheim, 305 kg, und Stefan Reiß, Rettigheim, 295 kg;
- 1976, 1. Platz, Ms, mit 330 kg, vor Karl-Heinz Schütz, Weinheim, 302,5 kg

Für seine sportlichen Erfolge erhielt er von Bundespräsident Walter Scheel das Silberne Lorbeerblatt.

## Junioren-Weltrekorde
im Drücken:
- 162,5 kg, 1970 in Mutterstadt, Ms

im Reißen:
- 140 kg, 1968 in Mexiko-Stadt, Ls
- 145,5 kg, 1969 in Ludwigshafen am Rhein, Ms
- 147,5 kg, 1970 in Mutterstadt, Ms